# Brommelen (Meerssen)

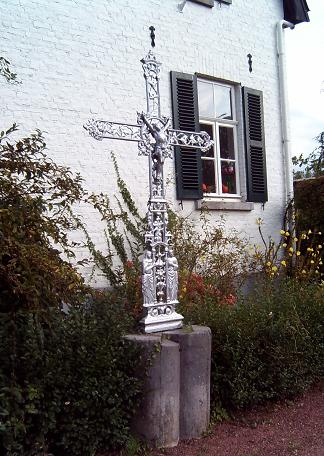
Wegkruis in Brommelen

Brommelen (Limburgs: Brómmele) is een gehucht ten zuidwesten van Geulle in de gemeente Meerssen in de Nederlandse provincie Limburg. Het gehucht ligt in het Maasdal tussen het Bunderbos en het Julianakanaal en telt circa 60 huizen. De naam is afgeleid van 'bramen' en wordt al in de zestiende eeuw vermeld.
Ten oosten van Brommelen ligt op de hellingen van het plateau het Bunderbos. In dit hellingbos ontspringen verschillende bronnen die meerdere beken voeden, waaronder de Berghorstbeek, Berghorstbeek, Stalebeek, Bunderbeek, Rijnbeek, Zavelbeek, Paslossing en Middelgraaf.
In het gehucht staan een gietijzeren wegkruis met crucifix en de Onze-Lieve-Vrouw-van-Banneuxkapel, een bidkapel voor Onze-Lieve-Vrouwe van Banneux, Maagd der Armen.
Dorpen: Bunde · Geulle · Geulle aan de Maas · Meerssen · Moorveld · Rothem · Ulestraten

Buurtschappen en gehuchten: Broekhoven · Brommelen · Genzon · Groot Berghem · Hulsen · Humcoven · Hussenberg · Kasen · Klein Berghem · Oostbroek · Raar · Schietecoven · Snijdersberg · Stommeveld · Vliek · Voulwames · Waterval · Weert · Westbroek

Limburg: Steden en dorpen      Nederland: Provincies · Gemeenten